# Solange Fol
Pour les articles homonymes, voir Fol.
Solange Fol (née le 31 octobre 1949) est une joueuse française de basket-ball évoluant au poste d'arrière.

## Biographie

### Carrière en club
Solange Fol évolue de 1963 à 1976 à l'EV Bellegarde, de 1966 à 1967 à Bourg-en-Bresse, de 1967 - 1978 au FC Lyon et de 1979 à 1985 à l'AS Villeurbanne.

### Carrière en sélection
Elle connaît sa première sélection en équipe de France le 18 juillet 1972 à Messine contre la Pologne. Elle est septième du Championnat d'Europe de basket-ball féminin 1974. Sa carrière internationale, avec 38 sélections, s'achève le 3 septembre 1974 à Cagliari contre la Roumanie.